# Castra (Capraia e Limite)
Castra è una frazione del comune di Capraia e Limite, posta sulle pendici del Montalbano, ha 170 abitanti. Il paese era originariamente un castello che permetteva di controllare l'area dell'Arno e quella del crinale pistoiese.

## Storia
Nel 1400 circa, il castello di Castra, insieme a quello di Conio, controllavano le colline di Pistoia e aveva uno stretto legame economico con Firenze, che ormai dominava questi luoghi.
Nel 1411, Castra si dota di un vero e proprio statuto capace di regolare gli aspetti più specifici della realtà locale.
In una delle rubriche dello statuto del 1411 viene esplicitamente rammentato, per Castra, il castello: dunque ai primi del XV secolo il piccolo centro demico era ancora dotato delle strutture difensive due-trecentesche.
Castra viene disegnato da Leonardo come un piccolo agglomerato di case, vicina ai piccoli borghi di Castellina e Capraia.
Leonardo, inoltre, lo disegna come un piccolo castello sulle pendici del Montalbano, in una delle sue tante mappe del Valdarno.

## Architettura

### Architetture religiose
- Chiesa di San Pietro in Castra